# Chiesa della Santissima Annunziata (San Giovanni Valdarno)
La chiesa della Santissima Annunziata è un edificio sacro che si trova a San Giovanni Valdarno.

## Storia e descrizione
L'edificio, già ospedale dipendente dalla comunità di San Giovanni, fu affidato alle monache agostiniane nel 1528 che vi fondarono un monastero che dalla metà del Cinquecento comincerà ad ingrandirsi, diventando nel corso del Seicento più vasto ed importante tanto da soppiantare alla fine l'attività ospedaliera. Infatti si ha notizia, nel 1685, di lavori in chiesa che portarono ad una completa ristrutturazione del monastero e della chiesa, affidata a Giovanni Battista Bettini, collaboratore di Massimiliano Soldani Benzi.
La chiesa ha un aspetto tardo-barocco, ed è ornata di stucchi e corredata dall'altare maggiore del 1685. Vi si trovano due pregevoli tele con l'Annunciazione e la Madonna col Bambino che offre la cintola a santa Monaca e sant'Agostino, la cui attribuzione è dibattuta sulla base di una controversa lettura dei documenti. I dipinti, concordemente datati al 1685 circa, erano precedentemente ritenuti opera di Antonio Puglieschi, ma oggi vengono perlopiù dati a Giovan Camillo Sagrestani secondo una recente lettura dei documenti che mostrerebbero come fosse stato il pittore ad essere stato saldato per esse nello stesso 1685. L'affresco nella volta con l'Assunzione della Madonna, anch'esso tradizionalmente attribuito ad Antonio Puglieschi, è assegnato anche a Rinaldo Botti.
All'altare sinistro si trova una piccola tavola donata da una monaca della famiglia Fusson Corboli, raffigurante la Madonna col Bambino e attribuita al Maestro della Natività di Castello (1460 circa).